# Hypomartyria
Hypomartyria es un género de pequeñas polillas metálicas primitivas de la familia Micropterigidae.

## Especies
- Hypomartyria micropteroides Kristensen & Nielsen, 1982

- Datos: Q10770379
- Especies: Hypomartyria